# Gramalleta

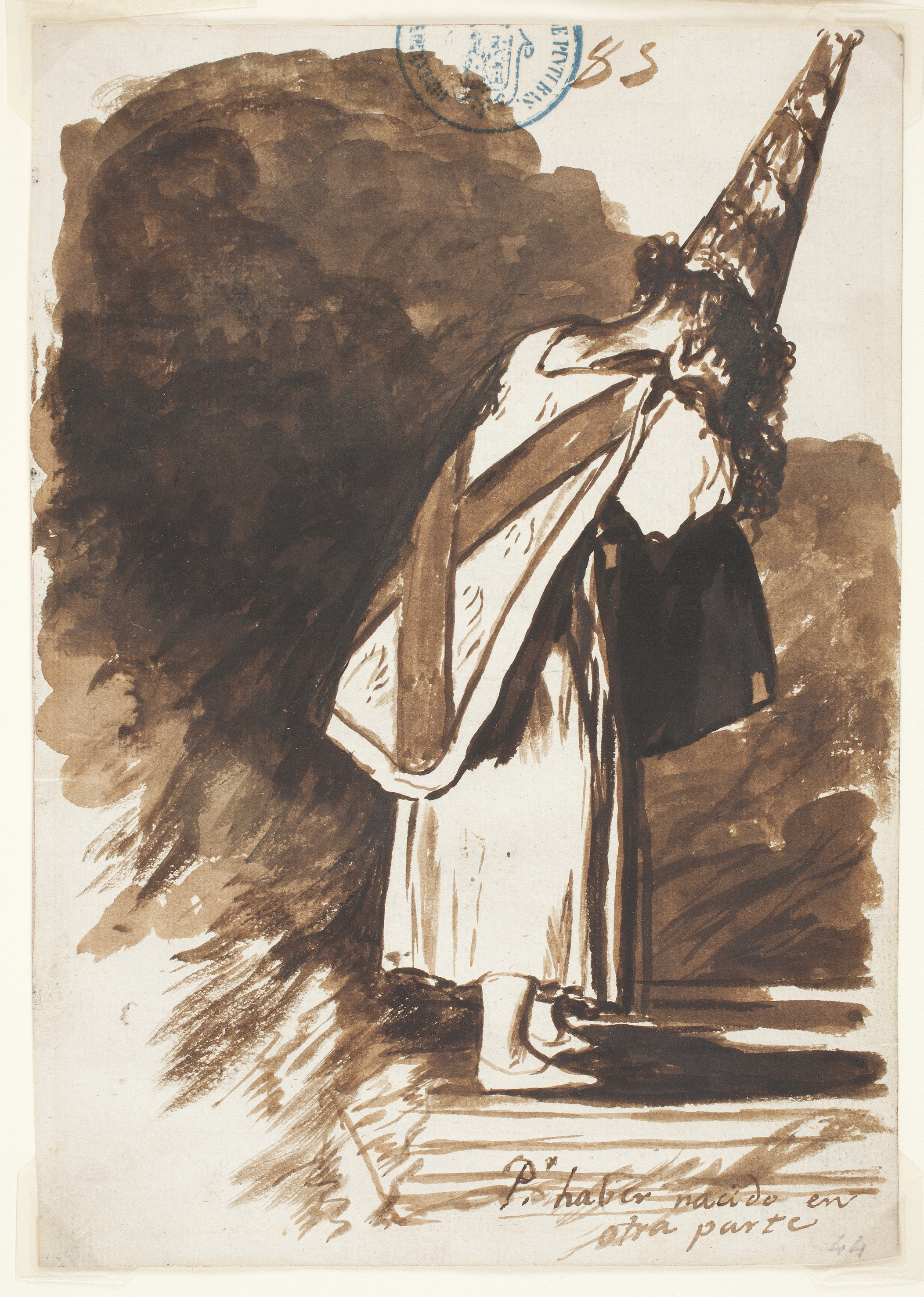
Penitenciat amb la Creu de Sant Andreu a la gramalleta (Francisco de Goya).

La gramalleta o sambenet és un escapulari utilitzat originalment pels penitents cristians per mostrar públic penediment per seus pecats i, més endavant, un hàbit penitencial amb què eren obligats a vestir els condemnats per la Inquisició, a vegades durant anys com a part de la seva condemna. Les seves característiques decoratives informaven dels delictes comesos i de la pena imposada. Una vegada finalitzats els actes de fe, o si era el cas el període en què s'havia de portar, es penjaven a la parròquia del penitenciat o se'n pintava un quadre amb el condemnat portant la gramalleta, indicant el nom del seu posseïdor.
El vestuari dels condemnats, del que la gramalleta n'era l'element central, estava normativitzat en complex sistema que permetia identificar i graduar simbòlicament la gravetat dels delictes comesos, el grau de penediment i la pena o conjunts de penes imposades: gramalleta amb la creu de Sant Andreu, juntament amb un ciri verd, per delictes lleus punits amb la reconciliació; gramalleta amb dimonis, rèptils i flames, juntament amb una creu verda i coroça, en els delictes més greus que es castigaven amb la relaxació, que suposava la mort en la foguera. Amb aquesta indumentària i descalços els reus eren passejats per la ciutat en processó i, facultativament, també podien portar soga al coll o mordassa a la boca; ocasionalment la coroça, també podia ser portada per penitenciats que no eren condemnats a mort.
L'exhibició dels quadres de les gramalletes concentrats al convent de Sant Domingo de Ciutat de Mallorca, foren un element essencial en la configuració del fenomen xueta.
La denominació de sambenet, d'origen castellà, ve de l'expressió saco bendito, perquè era beneït per un capellà, cosa que donà lloc a sambenito per assimilació fonètica amb “San Benito”, i d'aquí adaptat per altres llengües.